# Dugi otok

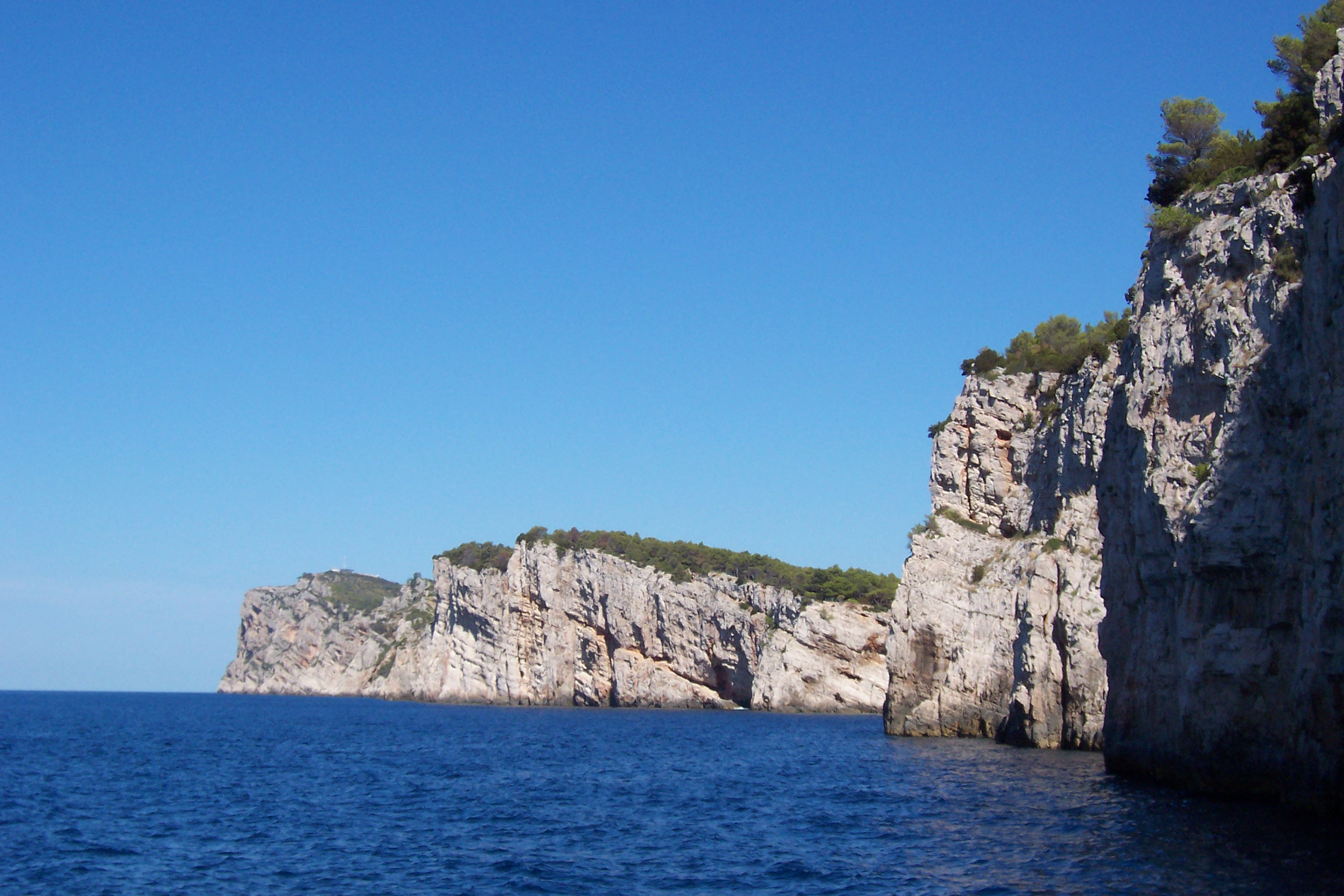

Dugi otok (Italiaans: Isola Lunga) (Kroatië) is een Kroatisch eiland in de Adriatische Zee en het grootste eiland (lengte 43 km, breedte ca. 5 km) van de Zadararchipel. Het ligt 1,5 uur per veerboot ten westen van de stad Zadar aan de Dalmatische kust. Het eiland telt iets meer dan 3000 inwoners.

## Geografie
Het is het grootste en oostelijkste eiland van de Zadarachipel en dankt zijn naam, die Lang Eiland betekent, aan zijn langgerekte vorm.
De hoogste verheffing van het eiland ligt op 300 meter boven zeeniveau.
Doordat de westkust voornamelijk uit een ontoegankelijke steile kust bestaat, liggen de meeste plaatsen aan de oostkust van het eiland. Dit zijn Sali, de grootste, Božzava, Dragove, Soline, Brbinj, Luka, Polje, Verona, Savar, Veli Rat, Zaglav en Žman. In het dorp Veli Rat staat ook de vuurtoren van Veli Rat.
De zuidkust van het eiland behoort tot het natuurpark Telašćica. Rond de 140 eilanden en eilandjes sluiten ten zuiden van Dugi Otok aan en worden de Kornaten genoemd, die grotendeels deel uitmaken van het gelijknamige nationale park.
De bewoners van de elf dorpen op het eiland houden zich vooral bezig met vissen, hoewel hier eens ook zout werd geproduceerd. Dit mooie eiland, met een mediterraan klimaat en Italiaanse cultuur, wordt erg weinig bezocht. Olijfolie, vijgen en kaas gaan samen met het zeevoedsel.